# Aubrey de Grey
Pour les articles homonymes, voir Grey.
Aubrey David Nicholas Jasper de Grey, né le 20 avril 1963 à Londres, est un scientifique anglais, ancien informaticien à l’université de Cambridge et autodidacte en biogérontologie. Il vit en Californie depuis 2010.
Inspiré de la « théorie mitochondriale du vieillissement » émise par le Dr Denham Harman en 1972, il élabore le projet baptisé SENS. Cette théorie récapitule les causes du vieillissement, parmi lesquelles des radicaux libres, très réactifs, sous-produits de la transformation du glucose en ATP par les mitochondries. Ces radicaux libres endommagent des protéines, parfois de l'ARN, mais aussi, ce qui est plus grave, de l'ADN mitochondrial ou nucléaire, empêchant alors la régénération correcte des protéines constituant les cellules. La dégradation progressive de celle-ci devient alors inéluctable.
Il propose donc, sur ce modèle, de développer un moyen de régénérer les tissus cellulaires permettant de rajeunir et d’étendre l’espérance de vie humaine à l’infini. Il aurait identifié sept causes du processus de vieillissement qui doivent être contrées afin de mener à bien ce projet.
Il a été interviewé sur ce sujet par plusieurs médias ces dernières années, notamment l’émission 60 Minutes de CBS, la BBC, le New York Times, Fortune Magazine, Free Talk Live, Popular Science ou Tracks et Envoyé spécial en France. Il est actuellement président et directeur des recherches de la Methuselah Foundation (en) et rédacteur en chef du journal Rejuvenation Research (en).

## Biographie
Aubrey de Grey a fait ses études à la Sussex House School (en), à la Harrow School et au Trinity Hall de Cambridge. Avant de s’occuper de biologie cellulaire et moléculaire, il a étudié l’informatique. En 1985, il a obtenu un Bachelor of Arts en informatique à l’université de Cambridge et a rejoint Sinclair Research Ltd en tant que développeur d’intelligences artificielles. En 1986, il est devenu le cofondateur de Man-Made Minions Ltd où fut mené le développement d’un programme de vérification formelle. Jusqu’en 2006, il était chargé de développement au département de génétique de l’Université de Cambridge sur la base de données génétique FlyBase.
Pendant cette période, l’université de Cambridge a décerné à Aubrey de Grey un doctorat, par une procédure concernant uniquement les diplômés de Cambridge, qui nécessite d’avoir apporté une « contribution significative » et qui est jugé par les procédés habituels (un jury d’examinateurs et une présentation orale de la thèse), mais qui ne demande pas d’avoir été inscrit comme doctorant. Il reçut ce diplôme en 2000 à propos de la théorie qui sert de base à son ouvrage sur un aspect du vieillissement, The Mitochondrial Free Radical Theory of Aging, qu’il a écrit en 1999. Ce livre controversé indique qu’en empêchant que l’ADN mitochondrial soit endommagé, on pouvait augmenter de manière significative l’espérance de vie ; cependant, selon la théorie de De Grey, la destruction de l’ADN mitochondrial est une des causes principales du vieillissement, mais pas la seule. Le 27 février 2013, en cherchant « De Grey AD [au] » sur PubMed, on trouvait 111 références dans 25 journaux à comité de lecture, dont 19 occurrences sur Rejuvenation Research, le journal publié par de Grey.
Sur sa carrière passée d’informaticien (puis de bio-informaticien en génétique), Aubrey de Grey déclare :
« Il y a des différences vraiment importantes entre le type de créativité d’un scientifique et celui d’un ingénieur technique. Cela signifie que je suis capable de penser de plusieurs manières très différentes, et me retrouver avec des approches des choses qui sont différentes de la manière de penser d'un scientifique normal »
Il prétend que la connaissance fondamentale nécessaire pour développer des traitements anti-vieillissement efficaces existe déjà en grande partie, et que la science est actuellement en avance. Il cherche à identifier et à promouvoir des techniques spécifiques d’inversion du processus de vieillissement ou, comme il l’appelle, « de l’accumulation des effets secondaires du métabolisme qui finissent par nous tuer » et des approches les plus efficaces possibles pour prolonger l’espérance de vie humaine.
Depuis 2005, son travail se concentre sur le projet SENS (Strategies for Engineered Negligible Senescence), destiné à prévenir le déclin physique et mental lié au vieillissement. Il est aussi le cofondateur (avec David Gobel) et directeur des recherches de la Methuselah Foundation, une organisation à but non lucratif basée à Springfield en Virginie aux États-Unis. La Methuselah Foundation, nommée d’après le personnage biblique Mathusalem, a pour principale activité le prix de la Souris Mathusalem, une récompense qui encourage la recherche contre le vieillissement en accordant d’importantes récompenses aux scientifiques capables d’allonger de manière jamais atteinte auparavant l’espérance de vie d’une souris. Sur ce sujet, Aubrey de Grey déclare :
« Si nous devons mettre en œuvre des thérapies régénératrices bénéficiant non seulement aux générations futures, mais aussi à ceux d’entre nous qui sont encore vivants, nous devons encourager les scientifiques à travailler sur le problème du vieillissement. »
La même année, un article paru dans le journal scientifique EMBO Reports passe en revue les idées de Aubrey de Grey, notamment les différentes solutions thérapeutiques qu'il propose au vieillissement, et les obstacles à ses idées. L'article se conclut en mettant en avant les récentes avancées de la biogérontologie, et en appelant à mettre en avant ces résultats auprès du public, précisant que "aider le public à distinguer la science de la science-fiction est une étape importante". 
Le montant du prix était de 4,2 millions de dollars en février 2007. Aubrey de Grey pense qu’une fois que des scientifiques auront réussi à allonger de façon importante l’espérance de vie des souris, un intérêt financier sera porté à ce type de recherche, ce qui accélérera les recherches analogues sur l’espérance de vie humaine.
Le 16 septembre 2006, Peter A. Thiel, cofondateur du système de paiement électronique PayPal, annonça la donation de 3,5 millions de dollars à la Methuselah Foundation « pour soutenir la recherche scientifique sur la réduction puis l’inversion des handicaps causés par le vieillissement ».
En 2007, Aubrey de Grey et sa théorie ont été l’objet d’un article critique de la revue Technology Review du MIT.[réf. nécessaire]
Cette même année, il écrivit un livre, Ending Aging, avec Michael Rae, qui résume les enjeux scientifiques, politiques et sociaux du projet SENS.

## Les sept causes de vieillissement selon Aubrey de Grey

### Mutations nucléaires et épigénétiques cancérigènes
Au cours de la vie, des mutations interviennent au niveau de l’ADN nucléaire contenant l’information génétique humaine, ainsi qu’au niveau des protéines qui relient cet ADN. Certaines de ces mutations peuvent statistiquement déclencher des cancers. Selon Aubrey de Grey, les mutations nucléaires et épigénétiques non cancérigènes ne contribuent pas au vieillissement. Les mutations cancérigènes doivent donc seules être ici combattues.

### Mutations mitochondriales
Les mitochondries sont des organites cellulaires qui jouent un rôle important dans la production d’énergie et qui contiennent également leur propre ADN, dit ADN mitochondrial. Des mutations de cet ADN peuvent remettre en jeu le fonctionnement d’une cellule. Selon de Grey, ces mutations sont une des causes du vieillissement.

### Déchets intracellulaires
Le fonctionnement des cellules implique la fabrication et la consommation de protéines et d’autres molécules qui peuvent devenir inutiles, voire dangereuses. Les molécules qui ne peuvent pas être éliminées deviennent des déchets qui s’accumulent dans les cellules. L’athérosclérose et des maladies neuro-dégénératives comme la maladie d’Alzheimer pourraient provenir de ce phénomène.

### Déchets extracellulaires
Les déchets de protéines peuvent également s’accumuler entre les cellules. La plaque amyloïde observée au niveau du cerveau chez les patients atteints d’Alzheimer pourrait être le résultat d’une accumulation de déchets.

### Perte de cellules
Certaines cellules ne se remplacent pas, ou se remplacent très lentement, trop lentement pour compenser les pertes. Cette décroissance progressive du nombre de cellules rend le cœur fragile et cause également des maladies comme la maladie de Parkinson et fragilise le système immunitaire.

### Sénescence cellulaire
Ce terme désigne des cellules qui ne se divisent plus, mais qui ne meurent pas pour laisser d’autres cellules les remplacer. Elles pourraient également connaître des dysfonctionnements, par exemple sécréter des substances dangereuses. Le diabète de type 2 serait issu de problèmes de sénescence cellulaire.

### Connecteurs extracellulaires
Les cellules sont tenues entre elles par des protéines de liaison. Quand il y a trop de connecteurs entre les cellules d’un tissu, le tissu peut perdre de son élasticité, et serait à l’origine de problèmes comme la presbytie.

## Publication
- Rejuvenation Research Rédacteur : Aubrey de Grey. Éditeur : Mary Ann Liebert, Inc. (en)  (ISSN 1549-1684) - Publication trimestrielle

## Loisirs
Aubrey de Grey est aussi champion d’Othello et organisateur de tournois de ce jeu (il a notamment coorganisé le championnat du monde 2004 de la discipline). La pratique de ce jeu auprès de mathématiciens qui l'ont introduit à la théorie des graphes a amené de Grey à trouver en avril 2018 un graphe apportant une avancée significative à un problème vieux de soixante ans, le problème de Hadwiger-Nelson.